# جانی ماهونی
جانی ماهونی (به انگلیسی: John Mahoney) (زاده ۲۰ ژوئن ۱۹۴۰ - درگذشته ۴ فوریهٔ ۲۰۱۸) هنرپیشه آمریکایی بریتانیایی بود.
وی بیشتر به خاطر بازی در سریال فریژر و فاصله قابل توجه شناخته می‌شد.
او در دهه ۱۹۸۰ مدتی به بیماری سرطان روده بزرگ مبتلا بود.
او پس از یک دوره کوتاه بیماری، در بیمارستانی در شیکاگو، ایلینوی درگذشت.

## بخشی از فیلم‌شناسی
- پروژه منهتن (۱۹۸۶)
- مظنون (۱۹۸۷)
- ماه‌زده (۱۹۸۷)
- مردان حلبی (۱۹۸۷)
- دیوانه‌وار (۱۹۸۸)
- هشت مرد بیرونی (۱۹۸۸)
- خیانت (۱۹۸۸)
- هر چی خواستی بگو… (۱۹۸۹)
- نگاره (۱۹۹۰)
- خانه روسی (۱۹۹۰)
- بارتون فینک (۱۹۹۱)
- نیش واقعی (۱۹۹۲)
- در خط آتش (۱۹۹۳)
- فاصله قابل توجه (۱۹۹۳)
- وکیل هادساکر (۱۹۹۴)
- رئیس‌جمهور آمریکا (۱۹۹۵)
- ترس کهن (۱۹۹۶)
- مورچه‌ای به نام زی (۱۹۹۸)
- غول آهنی (۱۹۹۹)
- آتلانتیس: امپراتوری گم‌شده (۲۰۰۱)
- آتلانتیس: بازگشت میلو (۲۰۰۳)
- زندگی جدید کرانک (۲۰۰۵)
- دن در زندگی واقعی (۲۰۰۷)
- تلنگر (۲۰۱۰)

### مجموعه‌های تلویزیونی
- پخش زنده شنبه شب ()
- فریژر (۱۹۹۳ تا ۲۰۰۴)
- بکر (۲۰۰۰)
- بخش فوریت‌های پزشکی (۲۰۰۶)
- سیمپسون‌ها (۲۰۰۷)
- مهره سوخته (۲۰۰۹ تا ۲۰۱۰)
- مزخرفاتی که پدرم می‌گوید (۲۰۱۰)